# کیم هیو-سیم
کیم هیو-سیم (انگلیسی: Kim Hyo-sim؛ زادهٔ ۲۹ مارس ۱۹۹۴) وزنه‌بردار زن اهل کره شمالی است.
وی در مسابقات کشوری و بین‌المللی در مجموع برندهٔ ۱ مدال طلا، ۱ مدال برنز شده‌است.